# Leonardo Hernández
Leonardo Hernández (* im 20. Jahrhundert) ist ein ehemaliger kubanischer Radrennfahrer.

## Sportliche Laufbahn
Hernández war Straßenradsportler. 1973 gewann er die Kuba-Rundfahrt vor Mario Pujol. 1978 holte er einen Etappensieg in Vuelta a Costa Rica, die er auf dem 9. Platz beendete.
1973 fuhr er die Internationale Friedensfahrt und kam auf den 66. Gesamtrang. Auch in der Polen-Rundfahrt 1973 war er am Start.